# Nikki Sixx
Nikki Sixx (născut Frank Carlton Serafino Feranna, Jr.; 11 decembrie 1958) este un muzician, compozitor, fotograf și producător muzical american, cunoscut mai ales ca co-fondator, basist, și compozitor principal al formației Mötley Crüe. Înainte de a forma Mötley Crüe, Sixx a fost a făcut parte din trupa Sister, apoi din London împreună cu ex-colegul de la Sister, Lizzie Grey. În 2000 el a format un proiect lateral 58 împreună cu Dave Darling, Steve Gibb și Bucket Baker, în același an lansând un album intitulat Diet for a New America. În 2002 el a înființat supergrupul hard rock Brides of Destruction împreună cu chitaristul de la L.A. Guns - Tracii Guns. În 2006 a format un proiect lateral numit Sixx:A.M., inițial doar pentru a înregistra o acompaniere audio la autobiografia lui Sixx The Heroin Diaries: A Year in the Life of a Shattered Rock Star, la formație ulterior alăturându-se compozitorul, producătorul și vocalistul James Michael, dar și chitaristul DJ Ashba.
Sixx a mai colaborat cu o serie de artiști și formații, în calitate de compozitor sau producător, printre care Steve Jones, Lita Ford, Alice Cooper, Meat Loaf, Marion Raven, Drowning Pool, Saliva, The Last Vegas, ș.a.

## Discografie
| Titlu                         | lansat | Label            | Formație                              |
| ----------------------------- | ------ | ---------------- | ------------------------------------- |
| Too Fast for Love             | 1981   | Elektra          | Mötley Crüe                           |
| Shout at the Devil            | 1983   | Elektra          | Mötley Crüe                           |
| Theatre of Pain               | 1985   | Elektra          | Mötley Crüe                           |
| Girls, Girls, Girls           | 1987   | Elektra          | Mötley Crüe                           |
| Dr. Feelgood                  | 1989   | Elektra          | Mötley Crüe                           |
| Mötley Crüe                   | 1994   | Elektra          | Mötley Crüe                           |
| Generation Swine              | 1997   | Elektra          | Mötley Crüe                           |
| New Tattoo                    | 2000   | Mötley           | Mötley Crüe                           |
| London Daze                   | 2000   |                  | Spiders & Snakes (material by London) |
| Diet for a New America        | 2000   | Americoma/Beyond | 58                                    |
| Here Come the Brides          | 2004   | Sanctuary        | Brides of Destruction                 |
| The Heroin Diaries Soundtrack | 2007   | Eleven Seven     | Sixx:A.M.                             |
| Saints of Los Angeles         | 2008   | Eleven Seven     | Mötley Crüe                           |
| This Is Gonna Hurt            | 2011   | Eleven Seven     | Sixx:A.M.                             |

### Producător și compozitor
| An   | Album                                     | Formație              | Label                     | Creditări                                                                          |
| ---- | ----------------------------------------- | --------------------- | ------------------------- | ---------------------------------------------------------------------------------- |
| 1988 | Lita                                      | Lita Ford             | RCA                       | Co-autor la "Falling in and Out of Love"                                           |
| 1989 | Fire and Gasoline                         | Steve Jones           | MCA                       | Co-autor la "We're No Saints...."                                                  |
| 1990 | Hey Stoopid                               | Alice Cooper          | Epic                      | Co-autor la "Die for You"                                                          |
| 2002 | Back into Your System                     | Saliva                | Island                    | Co-autor la "Rest in Pieces"                                                       |
| 2003 | Couldn't Have Said It Better              | Meat Loaf             | Polydor/Sanctuary         | Co-autor la "Couldn't Have Said It Better", "Love You Out Loud" and "Man of Steel" |
| 2004 | ForThemAsses                              | OPM                   | Suburban Noize            | Co-autor la "Horny"                                                                |
| 2005 | Here I Am                                 | Marion Raven          | Atlantic                  | Co-autor la "Heads Will Roll" și "Surfing the Sun"                                 |
| 2005 | Runaway Brides                            | Brides of Destruction | Shrapnel                  | Co-autor la "Criminal", "This Time Around" și "Blown Away"                         |
| 2006 | Bat Out of Hell III: The Monster Is Loose | Meat Loaf             | Virgin/Mercury            | Co-autor la "The Monster Is Loose"                                                 |
| 2007 | Set Me Free                               | Marion Raven          | Eleven Seven/Warner Bros. | Co-autor la "Set Me Free" și "Heads Will Roll"                                     |
| 2007 | Full Circle                               | Drowning Pool         | Eleven Seven              | Co-autor și producător la "Reason I'm Alive"                                       |
| 2008 | Sunset Man                                | James Otto            | Warner Bros.              | Co-autor la "Ain't Gonna Stop"                                                     |
| 2009 | Whatever Gets You Off                     | The Last Vegas        | Eleven Seven              | Co-autor și producător la "I'm Bad", "Apologize" and "Cherry Red"                  |
| 2010 | Tattoos & Tequila                         | Vince Neil            | Eleven Seven              | Co-autor la "Another Bad Day"                                                      |